# Municipio de Bell Creek
El municipio de Bell Creek (en inglés: Bell Creek Township) es un municipio ubicado en el condado de Burt en el estado estadounidense de Nebraska. En el año 2010 tenía una población de 239 habitantes y una densidad poblacional de 2,59 personas por km².

## Geografía
El municipio de Bell Creek se encuentra ubicado en las coordenadas 41°52′39″N 96°23′56″O / 41.87750, -96.39889. Según la Oficina del Censo de los Estados Unidos, el municipio tiene una superficie total de 92.45 km², de la cual 92,44 km² corresponden a tierra firme y (0,01 %) 0,01 km² es agua.

## Demografía
Según el censo de 2010, había 239 personas residiendo en el municipio de Bell Creek. La densidad de población era de 2,59 hab./km². De los 239 habitantes, el municipio de Bell Creek estaba compuesto por el 96,65 % blancos, el 1,26 % eran afroamericanos, el 0,42 % eran amerindios, el 1,26 % eran de otras razas y el 0,42 % eran de una mezcla de razas. Del total de la población el 1,26 % eran hispanos o latinos de cualquier raza.